# قرطيون رقيق
قرطيون رقيق (الاسم العلمي: Cerithium tenellum) هو نوع من الرخويات يتبع جنس القرطيون من الفصيلة القرطيونية.